# Paul Stäckel
Paul Gustav Samuel Stäckel (Berlín, Reino de Prusia, 20 de agosto de 1862-Heidelberg, Alemania, 12 de diciembre de 1919) fue un matemático alemán especialista en geometría diferencial, teoría de números y geometría no euclídea. En el área de teoría de números primos, fue el primero en introducir el término «primos gemelos» (en alemán: Primzahlzwilling).
Tras aprobar el Abitur en 1880, estudió matemáticas y física en la Universidad de Berlín, si bien también asistió a clases de filosofía, psicología, educación e historia. Un año más tarde, obtuvo la cualificación para enseñar en educación secundaria en los Gymnasien de Berlín. En 1885, escribió su tesis doctoral bajo la dirección de Leopold Kronecker y Karl Weierstraß. En 1891, completó su habilitación en la Universidad de Halle. Más tarde, trabajó como profesor en la Universidad de Königsberg entre 1895 y 1897, en la Universidad de Kiel entre 1897 y 1905, en la Universidad de Hannover entre 1905 y 1908, en el Instituto Tecnológico de Karlsruhe entre 1908 y 1913 y en la Universidad de Heidelberg entre 1913 y 1919.
Stäckel trabajó tanto en matemáticas como en historia de las matemáticas. Editó las cartas intercambiadas entre Carl Friedrich Gauss y Wolfgang Bolyai, contribuyó a las ediciones de obras de Euler y Gauss (para cuyas obras escribió Gauss als Geometer), y editó el Geometrischen Untersuchungen de Wolfgang y Johann Bolyai (publicado en 1913). Además, tradujo obras de Jacob Bernoulli, Johann Bernoulli, Augustin Louis Cauchy, Leonhard Euler, Joseph-Louis Lagrange, Adrien-Marie Legendre y Carl Gustav Jacobi desde el francés y el latín al alemán para la serie Ostwalds Klassiker der exakten Wissenschaften.
En 1905 fue presidente de la Deutsche Mathematiker-Vereinigung.